# Ricardo Rivera Schreiber
Ricardo Ernesto Víctor Rivera Schreiber (Lima, Perú; 11 de diciembre de 1892 – Boston, Estados Unidos; 25 de julio de 1969) fue un diplomático y político peruano. 
Fue ministro plenipotenciario en Holanda, Ecuador, China y Japón, enterándose en este último país del plan japonés de ataque a Pearl Harbor, muchos meses antes de que se produjera este, lo que informó oficialmente al gobierno de Estados Unidos, que no lo tomó en cuenta. Fue también embajador en España, Italia y Gran Bretaña, y Ministro de Relaciones Exteriores del Perú, de 1952 a 1954, bajo el gobierno constitucional de Manuel A. Odría.

## Biografía
Sus padres fueron Ricardo Rivera Navarrete y Julia Esther Schreiber Waddington, hija del agente consular de Austria en Huaraz, Aloys Schreiber. Fue hermano del político Eduardo Rivera Schreiber. 
Cursó sus estudios escolares en el Instituto de Lima y en el Colegio Sagrados Corazones Recoleta. Ingresó luego a la Universidad Nacional Mayor de San Marcos, donde se graduó de bachiller y doctor en Jurisprudencia (1916) y se recibió de abogado. Por esos años se desempeñó como secretario-relator del Consejo Superior de Minería (1912-1916).
Casado con Mercedes Urquidi de Tezanos-Pinto y luego con Teresa Kroll Müller.
En 1917 ingresó al servicio diplomático, siendo destinado al consulado en Oruro, y luego en La Paz, Bolivia (1918). Como secretario de la delegación peruana ante la Sociedad de Naciones, viajó a Londres (1919), donde colaboró en la preparación de la defensa que ante los representantes del mundo debía sostener el Perú en torno a la llamada Cuestión del Pacífico, es decir, el problema ocasionado por la retención ilegal de las provincias peruanas de Tacna y Arica por parte de Chile. Además, en Londres, en ocasión al Centenario de la Independencia del Perú (1921) rindió homenaje a Lord Cochrane en la Abadía de Westminster. 
Ascendido a encargado de negocios en Londres (1921), fue nombrado Sir por el rey Jorge V. En 1926 fue trasladado a Holanda para gestionar con este país el intercambio diplomático con el Perú. En la Universidad de La Haya se graduó en Derecho Internacional. Ascendido a ministro plenipotenciario (1928), fue transferido a Ecuador, pero por estar en desacuerdo con la política seguida en el problema limítrofe con esta nación, solicitó pase a disponibilidad (1930). 
Retornó a Lima, donde se desempeñó como representante legal de la trasnacional minera Cerro de Pasco Corporation. Fue asimismo catedrático de Derecho Internacional en la Pontificia Universidad Católica del Perú (1931). Integró la Comisión Consultiva de la Cancillería (1934) y como delegado especial viajó a Washington para integrar la Comisión Mixta Peruano-Colombiana, atendiendo el cumplimiento de los arreglos para dar fin a la crisis ocasionada por la ocupación de Leticia.
En octubre de 1936 volvió al servicio diplomático activo, y fue nombrado ministro plenipotenciario en China y Japón. Pasó a Colombia donde suscribió el Tratado Peruano-Colombiano de Amistad y Cooperación (1938), y enseguida reanudó su misión en el Extremo Oriente. Para 1940 Rivera Schreiber se enteró de que el jefe de su servicio doméstico en el consulado de Yokohama estaba relacionado con la Sociedad del Dragón Negro y que el gobierno japonés tenía planes de ataque contra Estados Unidos. Esta información y la de un profesor universitario que aseguraba que el punto del ataque sería la base de Pearl Harbor hicieron que, en enero de 1941, Rivera Schreiber se comunicara con el embajador estadounidense en Japón, primero, y con el mismo gobierno estadounidense, después. Sin embargo, todo ello fue considerado como un rumor más de los tantos que recibía el gobierno estadounidense y no se tomaron las previsiones del caso. El ataque japonés ocurrió el 7 de diciembre de ese año. Tras ser puesto bajo arresto domiciliario por dos meses y luego ser trasladado a Miyanoshita, el embajador junto a las legaciones peruana y norteamericana salieron del Japón en el Asama Maru y fueron intercambiados por diplomáticos japoneses en Lourenço Marques (Mozambique) para después arribar a Río de Janeiro en un barco sueco.
En 1943 pasó a España como embajador extraordinario y plenipotenciario. Desde allí realizó una activa labor en defensa de los intereses del país y de los ciudadanos peruanos residentes en Europa afectados por la Segunda Guerra Mundial. Presidió la delegación peruana a la asamblea preparatoria de la Organización de las Naciones Unidas (1945-1946), en Londres. Fue también embajador en Italia y en Gran Bretaña (1949-1952).
El presidente Manuel A. Odría, conocedor de su valía como hombre de Estado, lo convocó para su gabinete ministerial, nombrándolo ministro de Relaciones Exteriores, cargo que desempeñó del 4 de agosto de 1952 a 11 de agosto de 1954. Durante este período se ausentó del país en tres ocasiones:
- De 22 de agosto a 1 de septiembre de 1953, cuando acompañó al presidente Odría en su visita oficial a Brasil.
- De 25 de febrero a 8 de marzo de 1954, cuando presidió la delegación peruana en la Conferencia Panamericana de Caracas. Y
- De 10 de junio a 28 de junio de 1954, cuando visitó Estados Unidos por invitación del gobierno de dicho país.

En todas esas ocasiones fue reemplazado en las labores de su despacho ministerial por el ministro Eduardo Miranda Sousa, titular de la cartera de Fomento.
Finalizado su período al frente de la cancillería, pasó nuevamente a Londres como embajador, donde permaneció hasta que le fue concedida su jubilación (1963). De retorno al Perú, fue presidente de la Sociedad Anglo-Peruana y la Asociación Cultural Peruano-Británica. Falleció en Boston, Massachusetts, Estados Unidos.
Fue miembro de la Real Sociedad Geográfica y de The International Law Association de Londres.

## Condecoraciones y distinciones
- Comendador de la Orden del Imperio Británico (1925).
- Gran cruz de la Orden al Mérito por Servicios Distinguidos, Perú.
- Caballero gran cruz de la Orden de Isabel la Católica, España.
- Gran Cruz de la Orden de la Cruz del Sur, Brasil.
- Gran Cruz de la Orden al Mérito, Chile.
- Gran Cruz de la Orden de Boyacá, Colombia.
- Caballero gran cruz de la Orden de San Silvestre, Santa Sede.
- Caballero de gracia magistral de la Orden de Malta.
- Gran Cruz Orden del Mérito de la República Federal de Alemania.
- Gran Cruz de la Orden Imperial del Tesoro Sagrado, Japón.
- Gran Cruz de la Orden Orange Nassau, Países Bajos.
- Gran Cruz de la Orden Al Mérito de la República Argentina.
- Gran Cruz de la Orden Rubén Darío, Nicaragua.
- Gran Cruz de la Orden al Mérito de la República Italiana.
- Gran Cordón de la Orden del Libertador, Venezuela.
- Gran Cruz de la Orden Manuel Amador Guerrero, Panamá.
- Gran Cruz de la Orden de Vasco Núñez de Balboa de Panamá.
- Gran Cruz de la Orden del Cedro, Líbano.
- Gran Cordón de la Orden de la Estrella Brillante, China.
- Gran oficial de la Legión de Honor, Francia.
- Gran Cruz de la Orden del Cóndor de los Andes, Bolivia.
- Gran Cruz de la Orden Heráldica de Cristóbal Colón, República Dominicana.
- Gran Cruz de la Orden de la Espiga de Oro, China.
- Oficial de la Orden de Leopoldo, Bélgica.
- Cruz de la Iglesia Lateranense.
- Medalla del Centenario de la Independencia del Perú.
- Medalla del Centenario de la Batalla de Ayacucho.

| Predecesor: Manuel C. Gallagher | Ministro de Relaciones Exteriores del Perú 4 de agosto de 1952 a 11 de agosto de 1954 | Sucesor: David Aguilar Cornejo |